# Tjatjersk
Tjatjersk (vitryska: Чачэрск) är en stad i Belarus.   Den ligger i voblasten Homels voblast, i den östra delen av landet, 250 km öster om huvudstaden Horad Mіnsk. Tjatjersk ligger 146 meter över havet och antalet invånare är 8 222.

## Natur och klimat
Terrängen runt Tjatjersk är platt. Runt Tjatjersk är det glesbefolkat, med 12 invånare per kvadratkilometer.. Det finns inga andra samhällen i närheten.
Trakten runt Tjatjersk består till största delen av jordbruksmark.  Trakten ingår i den hemiboreala klimatzonen. Årsmedeltemperaturen i trakten är 4 °C. Den varmaste månaden är juli, då medeltemperaturen är 20 °C, och den kallaste är februari, med −12 °C.